# Canal Panda
Canal Panda ist ein portugiesischer Bezahlfernsehsender, der erste, der sich auf Kinderprogramme spezialisiert hat, hauptsächlich Zeichentrickserien für Kinder im Alter von 6 bis 14 Jahren. Der Sender wurde 1996 als Panda Club in Spanien und Portugal gegründet, 1997 wurde der Name jedoch in Canal Panda geändert. 2001 wurde der Sender in Spanien geschlossen und konzentrierte sich somit auf den portugiesischen Markt. Er wurde 2011 in Spanien neu gestartet und 2022 wieder geschlossen. Canal Panda ist derzeit im Besitz von Dreamia, einem Joint Venture zwischen AMC Networks International Iberia und dem portugiesischen Medienunternehmen NOS.
Derzeit ist Canal Panda ein portugiesischer Sender, der sich auf Vorschulkinder konzentriert und Programme für die Altersgruppe von 3 bis 8 Jahren ausstrahlt.

## Geschichte
Canal Panda nahm seinen Betrieb unter dem Namen Panda Club am 1. April 1996 bei Kabelnetzbetreibern in Spanien und Portugal auf. Im März 1997 wurde der Sender auf den heutigen Namen umbenannt. Nach der Schließung des Senders in Spanien im Januar 2001 richtete sich der Sender ausschließlich an den portugiesischen Markt.
Weniger als ein Jahr, nachdem der Sender exklusiv in Portugal ausgestrahlt wurde, begann er mit der Produktion landesweiter Inhalte, die häufig zwischen den Sendungen gezeigt wurden. Im Dezember 2001 feierte der Sender die Premiere von Panda Sport (das bis Mitte der 2000er Jahre ausgestrahlt wurde) als seine erste landesweite Produktion.[1]
Im Jahr 2002 überstieg der Tagesdurchschnitt des Senders 10.000 Zuschauer. Ein großer Teil seines Erfolgs ist darauf zurückzuführen, dass japanische Anime hauptsächlich während der Hauptsendezeit (20:30 bis 21:30 Uhr) gezeigt werden.